# Општина Санта Катарина (Нови Леон)
Санта Катарина (шп. Santa Catarina) општина је у Мексику у савезној држави Нови Леон. Општина се налази на надморској висини од 687 м.

## Становништво
Према подацима из 2010. у општини је живело 268955 становника.

### Хронологија
| Година       | 2000                     | 2005                     | 2010                     |
| ------------ | ------------------------ | ------------------------ | ------------------------ |
| Становништво | 227026 (113481 / 113545) | 259896 (130061 / 129835) | 268955 (134388 / 134567) |

### Попис
| \| \| м \| \| \| ж \| \| 0—2 \| 7.195 \| \| \| 6.983 \| \| 3—5 \| 7.266 \| \| \| 7.102 \| \| 6—11 \| 15.553 \| \| \| 14.851 \| \| 12—14 \| 7.376 \| \| \| 7.180 \| \| 15—17 \| 7.408 \| \| \| 7.443 \| \| 18—24 \| 17.592 \| \| \| 16.860 \| \| 60+ \| 8.590 \| \| \| 9.531 \| \| Просек : \| 29,2 \| \| \| 29,8 \| |        |  |  |        |
| |        |  |  |        |
| | м      |  |  | ж      |
| 0—2 | 7.195  |  |  | 6.983  |
| 3—5 | 7.266  |  |  | 7.102  |
| 6—11 | 15.553 |  |  | 14.851 |
| 12—14 | 7.376  |  |  | 7.180  |
| 15—17 | 7.408  |  |  | 7.443  |
| 18—24 | 17.592 |  |  | 16.860 |
| 60+ | 8.590  |  |  | 9.531  |
| Просек : | 29,2   |  |  | 29,8   |

| #   | Индикатор                                                                                        | Вредност |
| --- | ------------------------------------------------------------------------------------------------ | -------- |
| 1   | Становништво од 0 до 2 године                                                                    | 14178    |
| 2   | Мушко становништво од 0 до 2 године                                                              | 7195     |
| 3   | Женско становништво од 0 до 2 године                                                             | 6983     |
| 4   | Становништво са 3 и више година                                                                  | 249983   |
| 5   | Мушко становништво са 3 и више година                                                            | 124796   |
| 6   | Женско становништво са 3 и више година                                                           | 125187   |
| 7   | Становништво са 5 и више година                                                                  | 240370   |
| 8   | Мушко становништво са 5 и више година                                                            | 119945   |
| 9   | Женско становништво са 5 и више година                                                           | 120425   |
| 10  | Становништво са 12 и више година                                                                 | 205211   |
| 11  | Мушко становништво са 12 и више година                                                           | 101977   |
| 12  | Женско становништво са 12 и више година                                                          | 103234   |
| 13  | Становништво са 15 и више година                                                                 | 190655   |
| 14  | Мушко становништво са 15 и више година                                                           | 94601    |
| 15  | Женско становништво са 15 и више година                                                          | 96054    |
| 16  | Становништво са 18 и више година                                                                 | 175804   |
| 17  | Мушко становништво са 18 и више година                                                           | 87193    |
| 18  | Женско становништво са 18 и више година                                                          | 88611    |
| 19  | Становништво од 3 до 5 година                                                                    | 14368    |
| 20  | Мушко становништво од 3 до 5 година                                                              | 7266     |
| 21  | Женско становништво од 3 до 5 година                                                             | 7102     |
| 22  | Становништво од 6 до 11 година                                                                   | 30404    |
| 23  | Мушко становништво од 6 до 11 година                                                             | 15553    |
| 24  | Женско становништво од 6 до 11 година                                                            | 14851    |
| 25  | Становништво од 8 до 14 година                                                                   | 35353    |
| 26  | Мушко становништво од 8 до 14 година                                                             | 18005    |
| 27  | Женско становништво од 8 до 14 година                                                            | 17348    |
| 28  | Становништво од 12 до 14 година                                                                  | 14556    |
| 29  | Мушко становништво од 12 до 14 година                                                            | 7376     |
| 30  | Женско становништво од 12 до 14 година                                                           | 7180     |
| 31  | Становништво од 15 до 17 година                                                                  | 14851    |
| 32  | Мушко становништво од 15 до 17 година                                                            | 7408     |
| 33  | Женско становништво од 15 до 17 година                                                           | 7443     |
| 34  | Становништво од 18 до 24 године                                                                  | 34452    |
| 35  | Мушко становништво од 18 до 24 године                                                            | 17592    |
| 36  | Женско становништво од 18 до 24 године                                                           | 16860    |
| 37  | Женско становништво од 15 до 49 година                                                           | 75584    |
| 38  | Становништво са 60 и више година                                                                 | 18121    |
| 39  | Мушко становништво са 60 и више година                                                           | 8590     |
| 40  | Женско становништво са 60 и више година                                                          | 9531     |
| 41  | Однос између мушкараца и жена                                                                    | 99.87    |
| 42  | Становништво од нуле до 14 година                                                                | 73506    |
| 43  | Становништво од 15 до 64 године                                                                  | 179178   |
| 44  | Становништво од 65 година и више                                                                 | 11477    |
| 45  | Просечан број деце                                                                               | 2.08     |
| 46  | Становништво рођено у ентитету                                                                   | 198286   |
| 47  | Мушко становништво рођено у ентитету                                                             | 99945    |
| 48  | Женско становништво рођено у ентитету                                                            | 98341    |
| 49  | Становништво рођено у другом ентитету                                                            | 62624    |
| 50  | Мушко становништво рођено у другом ентитету                                                      | 30346    |
| 51  | Женско становништво рођено у другом ентитету                                                     | 32278    |
| 52  | Становништво од 5 година и више резидентно у ентитету у јуну 2005. године                        | 228131   |
| 53  | Мушко становништво старосног доба од 5 година и више, резидентно у ентитету у јуну 2005. године  | 113509   |
| 54  | Женско становништво старосног доба од 5 и више година, резидентно у ентитету у јуну 2005. године | 114622   |
| 55  | Становништво од 5 година и више које је живело у другом ентитету у јуну 2005. године             | 8240     |
| 56  | Мушко становништво старије од 5 година које је живело у другом ентитету у јуну 2005. године      | 4284     |
| 57  | Женско становништво старије од 5 година које је живело у другом ентитету у јуну 2005. године     | 3956     |
| 58  | Становништво од 3 године и више које говори аутохтони језик                                      | 2843     |
| 59  | Мушко становништво старо 3 године и више које говори аутохтони језик                             | 1515     |
| 60  | Женско становништво старо 3 године и више које говори аутохтони језик                            | 1328     |
| 61  | Становништво од 3 године и више које говори аутохтони језик и не говори шпански језик            | 6        |
| 62  | Мушко становништво старо 3 године и више које говори аутохтони језик и не говори шпански         | 3        |
| 63  | Женско становништво старо 3 године и више које говори аутохтони језик и не говори шпански језик  | 3        |
| 64  | Становништво старо 3 године и више које говори аутохтони језик и шпански                         | 2286     |
| 65  | Мушко становништво старо 3 године и више које говори аутохтони језик и шпански                   | 1214     |
| 66  | Женско становништво старо 3 године и више које говори аутохтони језик и шпански                  | 1072     |
| 67  | Становништво од 5 година и више које говори аутохтони језик                                      | 2822     |
| 68  | Становништво од 5 година и више које говори аутохтони језик и не говори шпански језик            | 6        |
| 69  | Становништво од 5 година и више које говори аутохтони језик и говори шпански језик               | 2277     |
| 70  | Становништво у домородачким домаћинствима                                                        | 5424     |
| 71  | Становништво са ограничењима у активностима                                                      | 6781     |
| 72  | Становништво са ограниченим ходањем или кретањем, горе или доле                                  | 3594     |
| 73  | Становници са ограничењима вида, чак и уз кориштење сочива                                       | 1840     |
| 74  | Становништво са ограничењима говора, комуникације или конверзације                               | 714      |
| 75  | Становништво са ограниченим слухом                                                               | 692      |
| 76  | Становништво са ограничењима при одевању, купању или јелу                                        | 485      |
| 77  | Становништво са ограничењима у опажању или учењу једноставних ствари                             | 415      |
| 78  | Становништво са менталним ограничењима                                                           | 903      |
| 79  | Становништво без ограничења активности                                                           | 254662   |
| 80  | Становништво од 3 до 5 година које не похађа школу                                               | 5606     |
| 81  | Мушко становништво од 3 до 5 година које не похађа школу                                         | 2799     |
| 82  | Женско становништво од 3 до 5 година које не похађа школу                                        | 2807     |
| 83  | Становништво од 6 до 11 година које не похађа школу                                              | 605      |
| 84  | Мушко становништво од 6 до 11 година које не похађа школу                                        | 312      |
| 85  | Женско становништво од 6 до 11 година које не похађа школу                                       | 293      |
| 86  | Становништво од 12 до 14 година које не похађа школу                                             | 670      |
| 87  | Мушко становништво од 12 до 14 година које не похађа школу                                       | 330      |
| 88  | Женско становништво од 12 до 14 година које не похађа школу                                      | 340      |
| 89  | Становништво од 15 до 17 година похађа школу                                                     | 9947     |
| 90  | Мушко становништво од 15 до 17 година похађа школу                                               | 4947     |
| 91  | Женско становништво између 15 и 17 година живота у школи                                         | 5000     |
| 92  | Становништво од 18 до 24 године похађа школу                                                     | 7779     |
| 93  | Мушко становништво од 18 до 24 године похађа школу                                               | 4083     |
| 94  | Женско становништво од 18 до 24 године похађа школу                                              | 3696     |
| 95  | Становништво од 8 до 14 година које не може да чита и пише                                       | 462      |
| 96  | Мушко становништво старосног доба од 8 до 14 година које не може да чита и пише                  | 267      |
| 97  | Женско становништво старосног доби од 8 до 14 година које не може да чита и пише                 | 195      |
| 98  | Становништво од 15 година и више које је неписмено                                               | 4306     |
| 99  | Мушко становништво од 15 година и више које је неписмено                                         | 1807     |
| 100 | Женско становништво од 15 година и више које је неписмено                                        | 2499     |
| 101 | Становништво старо 15 и више година без школовања                                                | 5926     |
| 102 | Мушко становништво старо 15 и више година без школовања                                          | 2610     |
| 103 | Женско становништво старо 15 и више година без школовања                                         | 3316     |
| 104 | Становништво старосног доба 15 и више година са непотпуним основним образовањем                  | 15130    |
| 105 | Мушко становништво старосног доба од 15 година и више са непотпуном основним образовањем         | 6628     |
| 106 | Женско становништво старосног доба 15 и више година са непотпуном основним образовањем           | 8502     |
| 107 | Становништво старо 15 и више година са комплетним основним образовањем                           | 24777    |
| 108 | Мушко становништво старо 15 година и више са комплетним основним образовањем                     | 10729    |
| 109 | Женско становништво старо 15 и више година са комплетним основним образовањем                    | 14048    |
| 110 | Становништво старосног доба 15 и више година са непотпуним средњим образовањем                   | 9556     |
| 111 | Мушко становништво старосног доба од 15 година и више са непотпуним средњим образовањем          | 5179     |
| 112 | Женско становништво старосног доба од 15 година и више са непотпуним средњим образовањем         | 4377     |
| 113 | Становништво старо 15 и више година са пуним секундарном образовањем                             | 54886    |
| 114 | Мушко становништво старосног доба од 15 година и више са пуним секундарном образовањем           | 28456    |
| 115 | Женско становништво старосног доба од 15 година и више са пуним секундарном образовањем          | 26430    |
| 116 | Становништво старије од 18 година са постосновним образовањем                                    | 71054    |
| 117 | Мушко становништво старије од 18 година са постосновним образовањем                              | 36834    |
| 118 | Женско становништво старије од 18 година са постосновним образовањем                             | 34220    |
| 119 | Просечна оцена школовања                                                                         | 9.48     |
| 120 | Просечан ниво образовања мушке популације                                                        | 9.69     |
| 121 | Просечан ниво образовања женског становништва                                                    | 9.27     |
| 122 | Економски активно становништво                                                                   | 119114   |
| 123 | Економски активна мушка популација                                                               | 77358    |
| 124 | Економски активна женска популација                                                              | 41756    |
| 125 | Становништво које није економски активно                                                         | 84275    |
| 126 | Мушко становништво које није економски активно                                                   | 23634    |
| 127 | Женско становништво које није економски активно                                                  | 60641    |
| 128 | Запослено становништво                                                                           | 113452   |
| 129 | Запослено мушко становништво                                                                     | 72981    |
| 130 | Запослено женско становништво                                                                    | 40471    |
| 131 | Незапослена популација                                                                           | 5662     |
| 132 | Незапослена мушка популација                                                                     | 4377     |
| 133 | Незапослена женска популација                                                                    | 1285     |
| 134 | Становништво без права на здравствене услуге                                                     | 53912    |
| 135 | Становништво које има право на здравствене услуге                                                | 207921   |
| 136 | Становништво које има право на ИМСС                                                              | 173449   |
| 137 | Становништво које има право на социјално осигурање                                               | 5248     |
| 138 | Становништво које има право на државно социјално осигурање                                       | 1201     |
| 139 | Становништво које има право на опште осигурање или здравствено осигурање за нову генерацију      | 18482    |
| 140 | Становништво које је било једном или није било у браку током 12 година и више                    | 68304    |
| 141 | Венчано или уједињено становништво од 12 година и више                                           | 118560   |
| 142 | Становништво које је било у браку или уједињено 12 година и више                                 | 16496    |
| 143 | Становништво са католичком религијом                                                             | 228293   |
| 144 | Протестанти, еванђелисти и библијски следбеници различити од еванђелиста                         | 22478    |
| 145 | Становништво са другим религијама различитим од претходних                                       | 103      |
| 146 | Становништво без религије                                                                        | 9377     |
| 147 | Укупно пописаних домаћинства                                                                     | 65540    |
| 148 | Пописна домаћинства на челу са мушкарцима                                                        | 53407    |
| 149 | Пописна домаћинства на челу са женама                                                            | 12133    |
| 150 | Становништво у пописним домаћинствима                                                            | 264245   |
| 151 | Становништво у пописним домаћинствима на челу са мушкарцима                                      | 221363   |
| 152 | Становништво у пописним домаћинствима на челу са женама                                          | 42882    |
| 153 | Укупно домаћинстава                                                                              | 78293    |
| 154 | Укупно насељених домаћинстава                                                                    | 67067    |
| 155 | Укупно приватних кућа                                                                            | 76766    |
| 156 | Насељени приватни домови                                                                         | 65540    |
| 157 | Укупно насељених приватних кућа                                                                  | 67058    |
| 158 | Ненасељене приватне куће                                                                         | 8912     |
| 159 | Појединачна домаћинства за привремену употребу                                                   | 2314     |
| 160 | Становници у насељеним приватним кућама                                                          | 264245   |
| 161 | Насељеност станара у приватним становима                                                         | 4.03     |
| 162 | Просечно становника по соби у приватним насељеним домаћинствима                                  | 0.95     |
| 163 | Појединачна домаћинства са подовима од различитих материјала од земље                            | 63845    |
| 164 | Појединачна домаћинства у приземљу                                                               | 1089     |
| 165 | Појединачна домаћинства са једном спаваћом собом                                                 | 14196    |
| 166 | Појединачна домаћинства са две спаваће собе и више                                               | 50783    |
| 167 | Појединачна домаћинства са једним собом                                                          | 1744     |
| 168 | Појединачна домаћинства са две собе                                                              | 5113     |
| 169 | Појединачна домаћинства са 3 собе и више                                                         | 58048    |
| 170 | Појединачна домаћинства која имају електрично светло                                             | 64996    |
| 171 | Појединачна домаћинства која немају електрично светло                                            | 139      |
| 172 | Појединачна домаћинства која имају водоводну воду у стамбеном простору                           | 63541    |
| 173 | Појединачна домаћинства која немају водоводну воду у стамбеном простору                          | 1333     |
| 174 | Појединачна домаћинства која имају тоалет                                                        | 64814    |
| 175 | Појединачна домаћинства која имају канализацију                                                  | 64355    |
| 176 | Појединачна домаћинства која немају канализацију                                                 | 553      |
| 177 | Појединачна домаћинства која имају електрично светло, довод воде из јавне мреже и канализацију   | 63194    |
| 178 | Појединачна домаћинства без икаквих услова                                                       | 145      |
| 179 | Појединачна домаћинства која имају радио                                                         | 55569    |
| 180 | Појединачна домаћинства која имају телевизор                                                     | 64122    |
| 181 | Појединачна домаћинства која имају фрижидер                                                      | 63145    |
| 182 | Појединачна домаћинства која имају машину за веш                                                 | 57265    |
| 183 | Појединачна домаћинства која имају аутомобил или комби                                           | 36873    |
| 184 | Појединачна домаћинства која имају рачунар                                                       | 26537    |
| 185 | Појединачна домаћинства која имају фиксну телефонску линију                                      | 42514    |
| 186 | Појединачна домаћинства која имају мобилни телефон                                               | 50255    |
| 187 | Појединачна домаћинства која имају приступ интернету                                             | 20594    |